# Demony dobrego Dextera
Demony dobrego Dextera (oryg. Darkly Dreaming Dexter) – sensacyjno-kryminalna powieść Jeffa Lindsaya, wydana po raz pierwszy w 2004 roku. W 2005 roku otrzymała nagrodę Dilys Award. Na jej podstawie zrealizowano serial telewizyjny Dexter. Kontynuacją Demonów dobrego Dextera jest Dekalog dobrego Dextera.
W Polsce powieść została wydana pod tytułem Demony dobrego Dextera w roku 2006 przez wydawnictwo Amber (tłum. Jan Kraśko, ISBN 83-241-2592-2), a pod tytułem Demony Dextera w 2014 przez wydawnictwo Albatros (tłum. Tomasz Wyżyński, ISBN 978-83-7885-711-2).

## Opis fabuły
Głównym bohaterem i zarazem narratorem powieści jest Dexter Morgan – szanowany specjalista od laboratoryjnych analiz krwi, pracujący w wydziale zabójstw policji w Miami. W nocy Dexter staje się seryjnym zabójcą, który pod wpływem Mrocznego Pasażera – wewnętrznego głosu, domagającego się, by Dexter mordował – zabija innych seryjnych morderców, którzy uniknęli kary ze strony wymiaru sprawiedliwości. Sam Dexter opisuje siebie jako imitację człowieka, niezdolną do odczuwania prawdziwych uczuć, jednak zgodnie z naukami swego przybranego ojca Harry'ego, we wszystkim naśladuje „prawdziwe życie”, aby inni ludzie nie nabrali podejrzeń co do jego skrywanej działalności.
Kolejne zbrodnie, z którymi stykał się w pracy, nie robią na Dexterze wrażenia, jednak zainteresowanie wzbudza w nim zabójstwo prostytutki wykonane w „artystycznym stylu”, z charakterystyczną dla Dextera dbałością, po którym w miejscu odnalezienia ciała nie została ani jedna kropla krwi. Deborah Morgan, siostra Dextera, uważa, że rozwiązanie tej sprawy może jej pomóc awansować z policji obyczajowej do wydziału zabójstw. Dexter pomaga siostrze, ale jednocześnie sam chce odnaleźć mordercę. Z czasem, ze względu na nawiedzające go sny, zaczyna się zastanawiać, czy to nie on jest poszukiwanym zabójcą.